# Mendrisio (distrikt)
Distretto di Mendrisio är ett av de åtta distrikten i kantonen Ticino i Schweiz. 

## Indelning
Distriktet består av fem kretsar (circoli) som  består av totalt elva kommuner.
Kretsar:
- Balerna
- Caneggio
- Mendrisio
- Riva San Vitale
- Stabio

Kommuner:
| Vapen             | Namn              | Invånare 2023-12-31 | Yta i km² | Krets           |
| ----------------- | ----------------- | ------------------- | --------- | --------------- |
| Balerna           | Balerna           | 3 335               | 2,53      | Balerna         |
| Castel San Pietro | Castel San Pietro | 2 225               | 11,82     | Balerna         |
| Chiasso           | Chiasso           | 7 565               | 5,35      | Balerna         |
| Morbio Inferiore  | Morbio Inferiore  | 4 419               | 2,26      | Balerna         |
| Breggia           | Breggia           | 1 936               | 25,50     | Caneggio        |
| Vacallo           | Vacallo           | 3 463               | 1,64      | Caneggio        |
| Coldrerio         | Coldrerio         | 2 856               | 2,46      | Mendrisio       |
| Mendrisio         | Mendrisio         | 15 068              | 31,77     | Mendrisio       |
| Riva San Vitale   | Riva San Vitale   | 2 656               | 6,08      | Riva San Vitale |
| Novazzano         | Novazzano         | 2 344               | 5,23      | Stabio          |
| Stabio            | Stabio            | 4 485               | 6,15      | Stabio          |

Samtliga kommuner i distriktet är italienskspråkiga.